# .284 Winchester
La 284 Winchester (7.21x55mmRB) est une cartouche d'arme à feu à rebord, introduite par Winchester en 1963.
Le .284 Winchester a été conçu pour atteindre les performances du .270 Winchester et du .280 Remington (en) avec le fusil semi-automatique Winchester Model 100 (en) et la nouvelle carabine à levier Winchester Model 88. Le résultat est une cartouche de calibre 7 mm (en) ayant à peu près la même longueur totale que la .308 Winchester, mais avec un corps plus large.
Le .284 Winchester a connu une résurgence grâce à l'intérêt des tireurs de compétition à longue distance. Winchester continue à produire des douilles en laiton pour cette cartouche depuis 1963.

## Histoire
Les carabines à levier Savage Model 99 (en), Winchester Model 100 (en) autoloader et Winchester Model 88 étaient disponibles en .284 Winchester, et Ruger a produit une petite série de carabines Ruger M77 (en) dans ce calibre. Ultra Light Arms fabrique toujours des carabines Model 20 en .284 Winchester.
L'étui de base de la cartouche est la cartouche suisse 7,5 x 55 mm. Cependant, le bord de cette douille est trop grand pour le bord de 12 mm commun à de nombreuses cartouches dérivées du Mauser 8 mm de 1888 (par exemple 7 x 57 mm, .30-06, .308 et leurs nombreux dérivés). Un bord de .473 a donc été ajouté à l'étui suisse afin de ne pas avoir besoin d'une nouvelle face de culasse. Il en résulte une cartouche plus grosse pour la même longueur, capable de contenir plus de poudre tout en restant compatible avec une culasse commune.
Plutôt que de s'en tenir à la balle de calibre .30, le col a été réduit pour le 7 mm, plus attractif (selon les normes de 1962), afin d'essayer de suivre le .280 Remington, le 7 x 64 mm, le 7 x 61 mm Sharpe and Hart et le 7 mm Remington Magnum dans une carabine à action courte (par exemple, les Winchester 88 et 100 twins).

## Dimensions de la cartouche
Le calibre .284 Winchester a une douille avec une capacité de 4,29 ml (66 grains H2O). L'étui a un rebord en feuillure et un corps d'un diamètre presque aussi grand que celui des étuis magnum ceinturés typiques.
.284 Winchester dimensions maximales de la cartouche C.I.P. Toutes les tailles sont exprimées en millimètres (mm).
Selon les directives officielles du C.I.P., la douille .284 Winchester peut supporter jusqu'à 440 MPa (63 816 psi) de pression piézoélectrique. Dans les pays réglementés par le C.I.P., chaque cartouche de fusil doit être testée (en) à 125 % de cette pression maximale C.I.P. afin d'être certifiée pour la vente aux consommateurs.
La limite de pression SAAMI (en) pour le .284 Winchester est fixée à 56 000 PSI (386 MPa).
Lorsque la longueur totale de la cartouche est maintenue, un enfoncement plus profond est nécessaire avec des balles longues et plus lourdes. Cela réduit la capacité de poudre utilisable et donc les performances par rapport aux cartouches à action plus longue comme la .280 Remington (en).
La cartouche américaine .280 Remington est probablement celle dont les caractéristiques balistiques sont les plus proches de celles de la .284 Winchester. La cartouche .280 Remington a un taux maximal autorisé par le C.I.P. plus faible (405 MPa) C.I.P. pour sa chambre et une capacité d'étui légèrement supérieure.

## Usage contemporain
Pour la chasse au cerf et au pronghorn en milieu ouvert, le calibre .284 Winchester chargé avec la cartouche Speer (8,4 g) spitzer à 940 m/s est suffisante, même pour une carabine à canon court. Pour le gros gibier, on utilise des balles pesant de 150 à 160 grains (10 g). Les poudres H4831, H450, H4350, H414, IMR-4350 et IMR-4831 sont excellentes.
Ces données balistiques montrent que le .284 Winchester est aussi bon que le .280 Remington avec une balle de même poids. Les carabines courtes de montagne pour lesquelles le .284 Winchester semble le mieux adapté sont rarement équipées de canons de 24 pouces. À l'exception de Winchester, aucune autre grande société n'a jamais chargé de munitions d'usine pour le .284 Winchester.
La cartouche est parfois utilisée pour le tir sur cible à longue distance, comme la classe F (en) et les compétitions à longue distance à 914 m/s, où les participants chargent généralement leurs munitions à la main. Pour cet usage, la .284 Winchester est chargée avec des balles de 11,3 et 11,6 g à très faible traînée
La .284 Winchester n'est pas populaire en Europe, où elle est en concurrence avec la 7 × 64 mm, à laquelle elle est presque identique sur le plan balistique. Par rapport à la .284 Winchester, la 7 × 64 mm a une pression de chambre maximale autorisée inférieure et, en tant que cartouche européenne de 7 mm, elle a une gauge (en) légèrement plus grande. Les cartouches européennes de 7 mm ont toutes des rainures de 7,24 mm de diamètre. Les cartouches américaines de 7 mm ont des rainures de 7,21 mm.

### Wildcats
Bien qu'il ait été occasionnellement chambré en usine dans divers fusils, la principale raison de sa survie a toujours été le wildcatting. Les Wildcats ne sont pas régis par les règles C.I.P. ou SAAMI, de sorte que les wildcatters peuvent tirer parti des pressions de fonctionnement élevées qu'il est possible d'atteindre. Avec le .284 Winchester comme étui de base, les chasseurs ont créé les cartouches 6 mm-284, 6.5 mm-284 (en), .284 Shehane, .30-284, .338-284, .35-284, .450 Bushmaster (en) et les variantes .375-284, ainsi que la cartouche de pistolet .475 Wildey Magnum (en).
Dans les pays où les restrictions empêchent l'utilisation civile d'armes à feu chambrées dans une cartouche militaire, le .30-284 wildcat a été une option privilégiée pour convertir les fusils militaires excédentaires. Les fusils russes Mosin-Nagant et suisses Schmidt-Rubin, ainsi que les fusils français de calibre 7,5 × 54 MAS peuvent être rechambrés. La façon la plus simple de procéder consiste à rechambrer l'arme à feu en utilisant le même alésage (en) de canon, comme le calibre 30 ou le calibre 7,62 mm, mais en supprimant complètement l'ancienne chambre au cours du processus. La C.I.P. a reconnu et enregistré le 30-284 NOLASCO, et la très similaire (considérée aux Etats-Unis comme une « cartouche Wildcat (en) » basée sur la .284 Winchester) .30-284 Winchester. Ces deux chambrages suppriment complètement la chambre d'origine du 7,5×54 mm MAS. Ils ont également les mêmes valeurs de pression C.I.P. que la cartouche MAS 7,62 × 54 mm, mais leur longueur totale diffère en raison de la longueur de la balle - le NOLASCO porte une balle plus longue pour une meilleure alimentation et un coefficient balistique amélioré, et pour répondre à une longueur totale européenne un peu plus courante de 76 mm, la même que celle du 7,5 x 54 mm français. et très proche du 7,5 × 55 mm suisse.
En 2008, la cartouche la plus populaire et la plus utile à base de douille Winchester .284 n'était pas l'originale, mais plutôt la 6.5-284 Norma (en). Cette ancienne cartouche wildcat, fabriquée en réduisant la douille Winchester originale .284 à 6,5 mm (.264), a été développée pour le tir sur cible à longue distance où les participants chargent généralement leurs munitions à la main. À l'époque, c'était l'une des cartouches non Wildcat les plus utilisées par les tireurs de match dans les compétitions de classe F et les tirs au banc d'essai (en). En 2022, en raison des progrès réalisés dans la conception de balles de 7 mm à haut BC, la douille originale Winchester .284 a fait son retour en tant que cartouche préférée dans les compétitions de classe F, d'autres variantes de cartouches de calibre .284 (7 mm) ayant été créées à partir de la conception originale (par exemple, .284 KMR, .284 Shehane, .284 Wheeler, .284 Ackley Improved).
Aux États-Unis, de nombreux propriétaires d'anciens fusils de service suisses réforment également des douilles de .284 Winchester pour obtenir des résultats analogues à ceux de la cartouche suisse GP11 de 7,5 × 55 mm, plus onéreuse.
Le fabricant de cartouches finlandais Lapua a recommencé à produire des cartouches .284 Winchester (produit n° 4 PH 7284) depuis le printemps 2021.